# F-101 (航空機)
F-101 ヴードゥー
複座型F-101B
- 用途：戦闘機
- 分類：護衛戦闘機、戦闘爆撃機、要撃機、偵察機
- 設計者：エドワード・M・フレッシュ
- 製造者：マクドネル・エアクラフト
- 運用者

  -  アメリカ合衆国（アメリカ空軍）
  -  台湾（台湾空軍）
  -  カナダ（カナダ空軍）
- 初飛行：1954年9月29日
- 生産数：885機
- 生産開始：1957年5月
- 退役：1985年
  - 1966年（アメリカ空軍）
  - 1973年 (台湾空軍)
  - 1982年（アメリカ空軍州兵）
  - 1987年（カナダ空軍）
- 運用状況：退役
- ユニットコスト

  - 1,754,066 USドル(F-101B)
  - 1,276,145 USドル(RF-101C)

F-101 ヴードゥー (Voodoo) はアメリカ合衆国のマクドネルが開発した、双発の超音速戦闘機。

## 概要
初期設計では爆撃機の護衛用であったが、その後、迎撃任務や写真偵察にも転用された。アメリカ空軍の他にカナダ空軍が広く採用し、台湾空軍も偵察機型を少数機導入した。
当初の計画とは異なり核攻撃任務兼任の偵察機および大型要撃機として実用化され、1954年の初飛行の後、偵察機型は1960年代からベトナム戦争にも投入され、アメリカ空軍・カナダ空軍の迎撃機型は北アメリカ大陸の防空にあたった。1987年までに全機が退役している。

## 開発経緯
アメリカ空軍戦略航空軍団 (SAC) は1951年1月に長距離戦闘機の開発要求を各社に出した。マクドネル社は開発中止となった長距離戦闘機の試作機 XF-88（1948年10月20日初飛行）を大幅に改良した案を提出し、それが受け入れられてF-101の開発が開始された。なお、F-101の名称が付けられたのは1951年11月のことである。試作機YF-101Aは1954年9月29日にエドワーズ空軍基地で初飛行した。初飛行で音速突破を記録している。
初飛行の日に戦略航空軍団の長距離護衛戦闘機計画は中止となっている。しかし「核爆弾1発を搭載して敵地深くに高速で侵入する」という当時の戦術航空軍団 (TAC) の戦闘爆撃機の構想に合致した機体だった事、またF-102戦闘機の低性能に失望していた防空軍団 (ADC) より長距離要撃機として関心が示されたため、設計を変更し引き続き開発は続行された。

## 機体

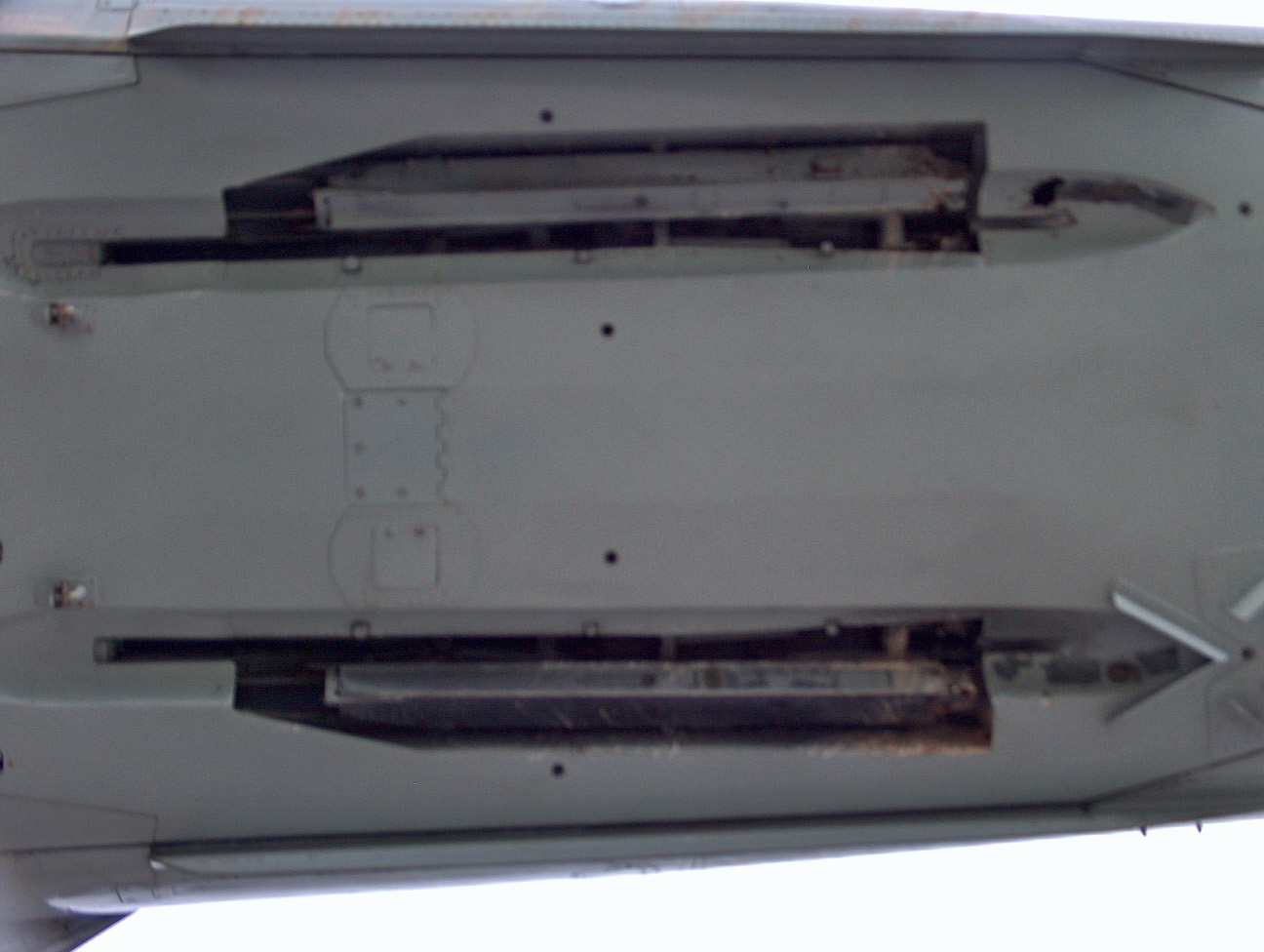
F-101Bの半埋め込み式の回転式（ロータリー）パレット付きのミサイルベイ

低翼配置の後退翼の機体で、テールに尾翼があるというのはXF-88と同じであるが、胴体は3.2m延長され尾翼面積も拡大している。水平尾翼の位置も垂直尾翼基部から垂直尾翼上部に移されている。その一方、主翼面積はXF-88とさほど変わらず、翼面荷重は高くなり後述する通り本機の欠点となった。機関はジェットエンジンの双発であり、エアインテークは主翼付け根に、ノズルは胴体後部（テールの付け根）にある。武装としては内蔵機関砲のほか、胴体下3箇所のパイロンに爆弾や増槽の搭載が可能。要撃機型は空対空ミサイルを4発搭載可能である。
要撃機型のミサイル搭載方式は、胴体前部のミサイルベイであるが、扉を兼ねた半埋め込み式の回転式（ロータリー）パレットに、機外側に2発、もう2発を機内側に搭載し、機外搭載ミサイルを撃ち尽くすとミサイルのラックが回転し機内側のミサイルが露出する仕組みになっている。設計上はミサイル以外の武装も搭載可能であったが、空対地兵装を搭載することはなかった。なお、増槽はミサイル発射時にブラストが直撃し吹き飛ぶ恐れがあったため、ミサイルと同時に搭載しないか発射前に投棄が必要となる制約があった。
本機は登場した当初はマッハ1.7を誇り当時最高速の戦闘機であったが、程なくしてマッハ2級の戦闘機が続々と登場し、一転して速度性能では平凡な機体になってしまった。ただ本機の最高速度がマッハ2に達しなかったのはエアインテークの形状が固定式であるためであり、J57エンジン双発のパワーは決して後に登場したマッハ2級機に劣るものではない。そもそも、いかに高性能な超音速機といえども、そうそう実運用では超音速が出せるものではなく（アフターバーナーを使用する事によりたちまち燃料を消費してしまう）、マッハ2以上の最高速度に大した意味がある訳ではない。本機がマッハ1級でありながら高速偵察機としてベトナム戦争で活躍した実績がその事実を如実に物語っている。また、マッハ2を超える速度を発揮するのに必要な可変式エアインテークは構造が複雑で重く、信頼性・整備性や製造・運用コストなど、速度性能を向上する以外のデメリットが大きい。1970年代後半から1980年代以降、戦闘機の最高速度は重要課題でなくなったため、マッハ1台後半～マッハ2.0程度で頭打ちになり、低下しているとさえ言える状況である。
一方で、水平尾翼をT字配置として垂直尾翼の上に持ってきた設計は、超音速戦闘機としては致命的で、明白な大失敗であったと言える。迎角を大きく取ると主翼の後流が水平尾翼の効果を無くし、急激なピッチアップを伴う回復困難な失速（ディープストール）を生じる事となった。そのためピッチ・コントロール・システムが付加され、機体の運動を制限して対処している（本機と同様にT字尾翼を採用したF-104も同様の欠陥を抱えており、同様に機体の運動を制限して対処した）。また、主翼には前縁フラップは無かった。そのため、高翼面荷重の設計と相まって、本機の運動性能はあまりよくない。要撃機や偵察機としてはともかく、本来の開発目的であった戦略航空軍団の長距離戦闘機（爆撃機護衛あるいは爆撃機の安全のための敵国上空の制空権確保が任務であり、格闘戦能力は必須である）には全く向いていなかったと言える（一方で、通常水平尾翼を廃して大型のデルタ翼を装備したF-102の改良型F-106は、本来はミサイル運用を主眼とした要撃任務に特化して設計されたにも関わらず、エンジンの高推力も手伝って良好な運動性能を見せている）。1961年までの5年間においてF-101はアメリカ空軍でもっとも事故率が低い戦闘機であったが、こうした設計上の問題に起因する厳しい運用制限を課せられた上でのものだった。

## 運用
防空軍団では、同じくF-102の失敗を受けての改良発展型であるF-106と並んで、要撃機の主力となった。完全自動要撃戦闘システムを採用したF-106に対し、本機はパイロットのマニュアル操縦を重視した要撃機として位置づけられており、F-89戦闘機の後継機として主にアラスカの部隊で使用された。広大な北極海をパトロールするには長い航続距離が必要で、また半自動式防空管制組織 (SAGE) の十分な支援を受けられない環境であったので本機のような戦闘機がF-106とは別に必要であった。要撃機型が全て複座なのも、よりパイロットの能力を重視した結果である。但し、以上の説明は要撃機の本命と言うべきF-106の採用の妨げにならないための空軍による理論武装でもある。また、F-102の失敗からその発展型であるF-106も失敗しないとは言いきれず、そのための“保険”という側面もあった。
戦術航空軍団では戦闘爆撃機として当初採用されたが、戦術航空軍団の構想に基づく戦闘爆撃機としては当初から開発された“本命”の機体であるF-105の配備が迫っていた事から、それまでのつなぎとして少数が生産されただけに終わった。あるいは空軍州兵（ANG）向けに生産されたものの、こちらも少数にとどまった。
そのため高速性能を活かした偵察機として活用され、キューバ危機の際やベトナム戦争前半には米空軍の主力偵察機として運用された。なお偵察機型は固定武装は有さないが、後の改装で核爆弾投下能力は有するようになっていた。強行偵察という任務の過酷さゆえに損耗は激しく、F-105と並んでベトナム戦争で使い尽くされた機体となった。空軍州兵の機体まで動員されてベトナム戦争に送られたため、穴埋めとして戦術航空軍団で第一線を退いた戦闘爆撃機型が偵察機型に改修されて空軍州兵に配属された。ベトナム戦争中に順次RF-4Cに更新された。
アメリカ以外で運用された機体は少なく、同盟国の中華民国空軍とカナダ空軍のみである。台湾空軍では偵察機型の供与を受け、主に敵対する中華人民共和国への偵察任務に用いられた。カナダ空軍では野心的な自国開発戦闘機であるアブロ・カナダ CF-105をキャンセルした後、代替機として要撃機型が採用され、北アメリカ航空宇宙防衛司令部（NORAD）の指揮下でアメリカ空軍とともに北アメリカ大陸の防空任務に就いた。カナダ空軍はF-101を最も長く運用し、1984年に第一線での運用を終了、最後まで残っていたEF-101Bが退役したのは1987年のことだった。

## 各型

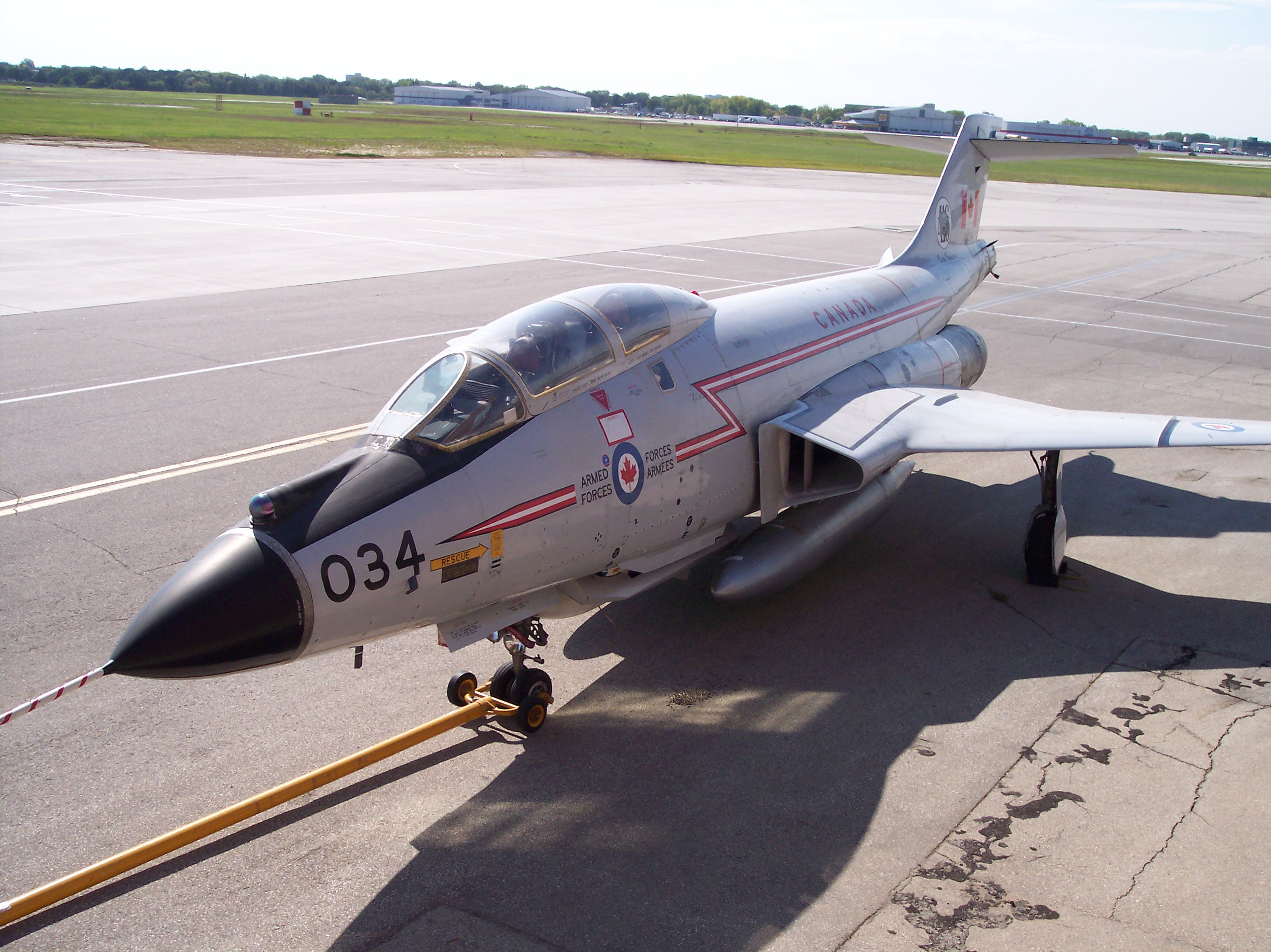
カナダ西部航空博物館で展示されるCF-101B

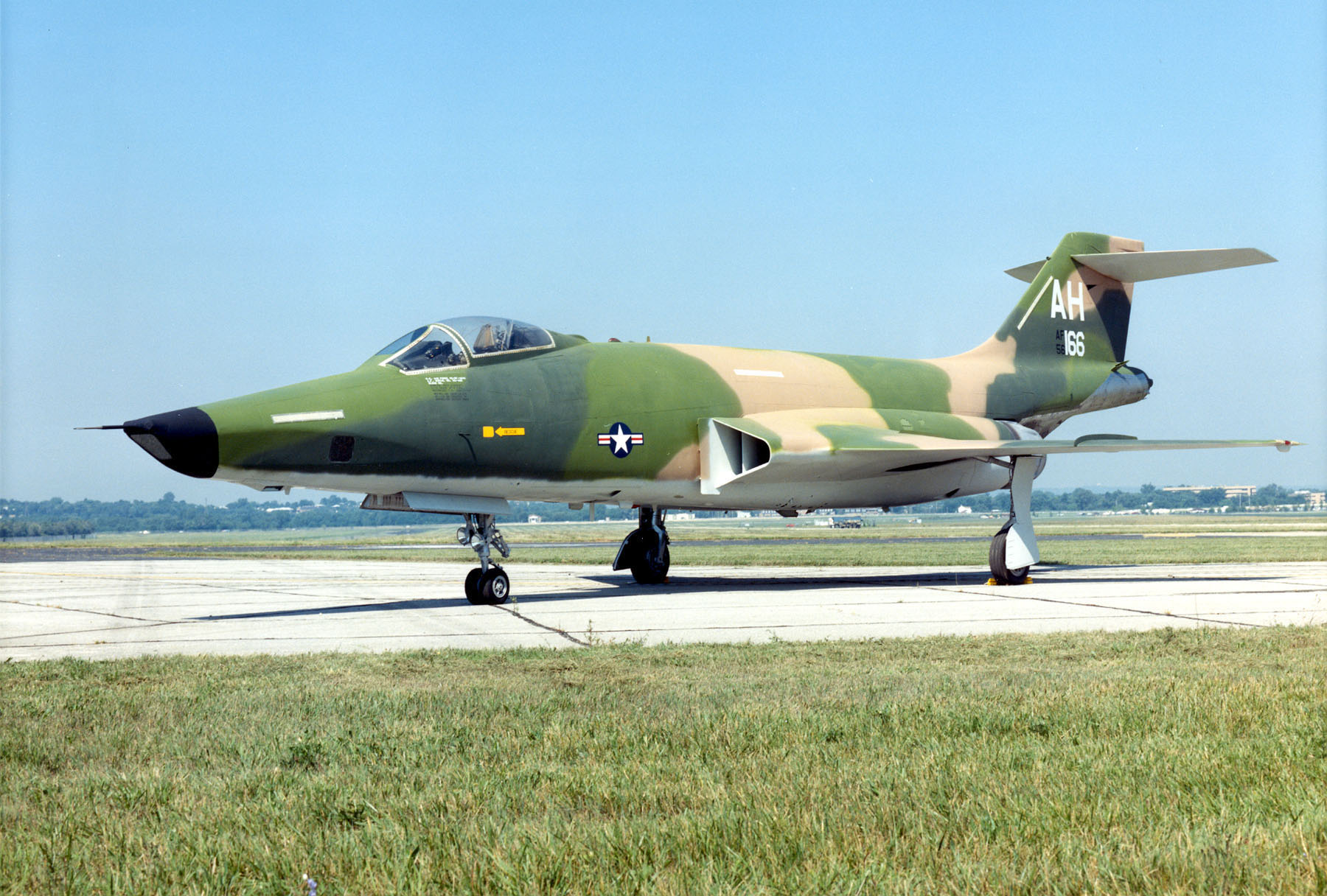
RF-101C

YF-101A
試作機。29機製造。

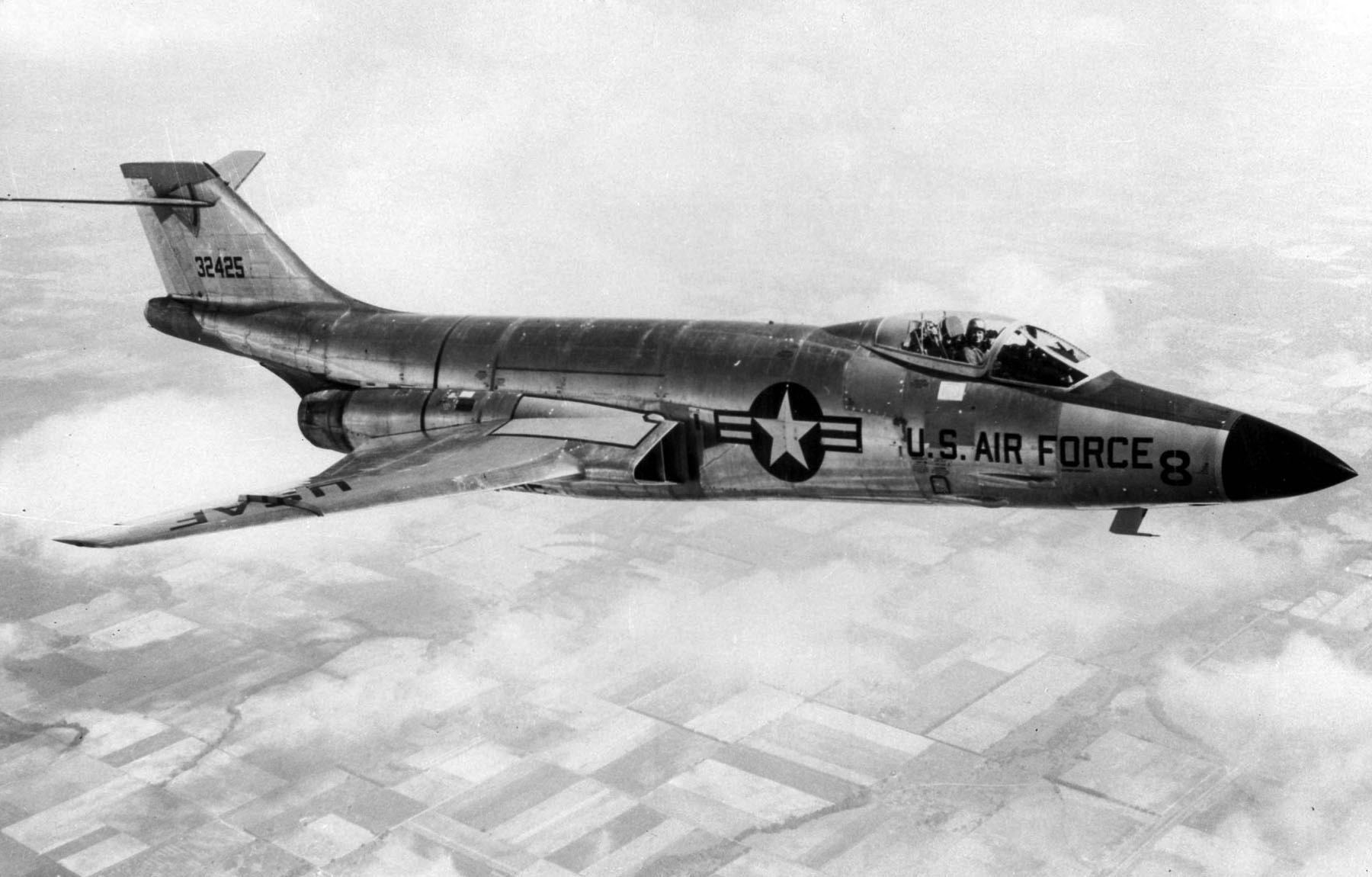
F-101A
初期生産型。戦略航空軍団の単座長距離護衛戦闘機として計画されたが、戦術航空軍団の単座戦闘爆撃機 (WS-105) として実用化が図られた。J57-P-13エンジン装備。M39 20mm機関砲4門を機首に装備し、Mark 28やB43などの核爆弾1発のほか、AIM-4ファルコン空対空ミサイル（実際には搭載されず）も搭載可能とされる。空中給油装置はプローブ式、ブーム式の双方に対応する。48機製造。1957年部隊配備開始。
NF-101A
GEJ79ジェットエンジンテスト機（1機改装）
RF-101A
戦術航空軍団向けの単座偵察機 (WS-105L)。試作機YRF-101Aは1956年5月10日初飛行。機首および胴体部に複数の偵察カメラを装備。35機製造。1957年部隊配備開始、1971年退役。台湾空軍にも1959年から供与され、1960年代に中国大陸本土の偵察飛行を実施し、被撃墜も記録している。台湾の機体は1973年に退役した。
F-101B/CF-101B
防空軍団およびカナダ空軍向けの複座長距離要撃機。当初F-109の名称を提案した。A型と異なりウエポンシステムはWS-217Aの名称があてられた。1957年3月27日初飛行。電子装備はF-106戦闘機より簡略化されているが、代わりに後席にレーダー要員が搭乗する。前席前方には赤外線捜索追跡装置 (IRST、1970年以降のアップグレードによる装備) が、後席左側面には夜間迎撃時の目標機識別に使用するライトが、設置されている。空中給油受油装置は装備しない。武装に機銃は無く、胴体前部のミサイル倉の回転式（ロータリー）パレットに空対空ミサイルを搭載する。初期の回転式パレットには、片面に3本の伸縮可能な（AIM-4/-4A/-4B/-4C）ファルコン発射レールがあり、反対面に3本の固定発射レールがあった。飛行中、伸縮可能なレールのある面を露出させることで、低ドラッグでコンフォーマルな配置でミサイルを運搬することができた。伸縮レールは反対面には必要なく、発射時のみ露出する。3発のIRと3発のSARHが共通の装備であった。F-101B/Fの運用期間中、6発のファルコン搭載はオプションとして残っていたが、AIR-2を採用するための改修でパレットが交換されたため、使用されることはほとんどなかった。後期の回転式パレットは、搭載ミサイルは（AIM-4A/-4C/-4D）ファルコン4発、あるいは同ファルコン2発およびAIR-2ジニー2発の組み合わせ。ミサイル倉の機外と機内に搭載されるが、大型のジニーは機内搭載専用となっている。また、AIM-26ファルコンも搭載可能とする資料もある。エンジンはJ57-P-53またはP-55を装備。防空軍団での運用は1959年から1972年、その後、空軍州兵で1982年まで用いられた。生産機数480機。カナダ空軍はCF-101Bの名称で採用した。1961年から1984年まで運用、生産機数132機。66機が1960年代と1970年代の2回に渡り、機材更新の形で供与された。
- - F-101Bの初期の回転式パレットには、（AIM-4/-4A/-4B/-4C）ファルコンが、片面3発ずつ、両面で6発、搭載可能であった。

EF-101B
カナダ空軍で用いられた複座電子戦訓練機。「エレクトリック・ブードゥー」の通称で呼ばれ、演習時にカナダ領空を侵犯する模擬敵機をつとめた。1機が改装され、1987年まで運用された。
TF-101B/TF-101F/F-101F/CF-101F
複座練習機。後にF型に名称統一。79機製造。このほか152機が複操縦装置を装備し、機体によって完全な操縦が可能なものと一部操縦が制限されているものがあった。カナダ空軍ではCF-101Fとして運用された。これもCF-101Bと同じく10機が1960年代と1970年代の2回に渡り、機材更新の形で供与された。
RF-101B
戦術航空軍団で運用された複座偵察機。1機がF-101Bから、22機がカナダ空軍より返還されたCF-101Bより改装された。これは1970年代初期に改装され、1975年まで空軍州兵で運用された。
F-101C
戦術航空軍団向けの単座戦闘爆撃機。1957年8月21日初飛行。F-101Aより機体構造を強化し荷重制限が緩和されているほか、エンジン改良などが行なわれているが、ほぼA型と同等の機体である。94機が発注されるも47機の製造に終わり、残発注はRF-101Cに切り替えられた。1958年部隊配備開始。
RF-101C
戦術航空軍団向けの単座偵察機。1957年7月12日初飛行。RF-101Aの改良型であり、固定武装は無く、6台の偵察カメラを機首と胴体部に有する。166機製造、1957年部隊配備開始。1962年のキューバ危機で偵察活動を行ったほか、1961年からベトナム共和国（南ベトナム）やタイに派遣されており、ベトナム戦争に投入された。主に対空砲火により31機が戦闘損失となっている。
F-101D/E
GE社エンジン計画機。
RF-101G/H
F-101A/Cを空軍州兵向け単座偵察機に改装。空軍州兵における旧式化した偵察機戦力を更新・増強するものであった。1966年以降改装開始、1979年までに退役。

## 仕様 (F-101B)
出典: en:F-101 Voodoo
諸元
- 乗員: 2
- 全長: 20.55 m （67 ft 5 in）
- 全高: 5.49 m （18 ft 0 in）
- 翼幅: 12.09 m（39 ft 8 in）
- 翼面積: 34.20 m2 （368 ft2）
- 空虚重量: 12,925 kg （28,495 lb）
- 運用時重量: 20,715 kg （45,665 lb）
- 最大離陸重量: 23,770 kg （52,400 lb）
- 動力: P&W J57-P-55 アフターバーナー付ターボジェット
  - ドライ推力: 53.3 kN （11,990 lbf） × 2
  - アフターバーナー使用時推力: 75.2 kN （16,900 lbf） × 2
- 燃料容量： 7,771 L （2,053 US gal）
- 燃料容量（外部増槽）： 11,178 L （2,953 US gal）, 外部増槽 × 2

性能
- 最大速度: 1,825 km/h （985 kt M1.72） （10,500 m （35,000 ft）時）
- 航続距離: 2,450 km （1,320 nm）
- 実用上昇限度: 17,800 m （58,400 ft）
- 上昇率: 250 m/s （49,200 ft/min）
- 翼面荷重: 607 kg/m2 （124 lb/ft2）
- 推力重量比: 0.74

武装
- AIM-4 ファルコン 空対空ミサイル × 4
- AIM-4 ファルコン 空対空ミサイル × 2とAIR-2 ジニー 空対空核ロケット × 2
- アビオニクス: ヒューズ MG-13 FCS

## 登場作品
『エリア88』
エリア88所属機として登場。復旧した元祖エリア88基地の状況確認のためにサキ司令が後席に搭乗した。なおそれ以降の登場はなし。
『旭日の艦隊』・『紺碧の艦隊』
OVA版で、日本海軍の主力艦上攻撃機「光武改」として登場。
『世界大戦争』
連邦軍側の航空戦力として登場。北極海上で同盟軍のモグ戦闘機（外見はMiG-21がベース）とAIR-2空対空核ロケットを交えた空中戦を展開。